# St. Johannis (Lauf an der Pegnitz)

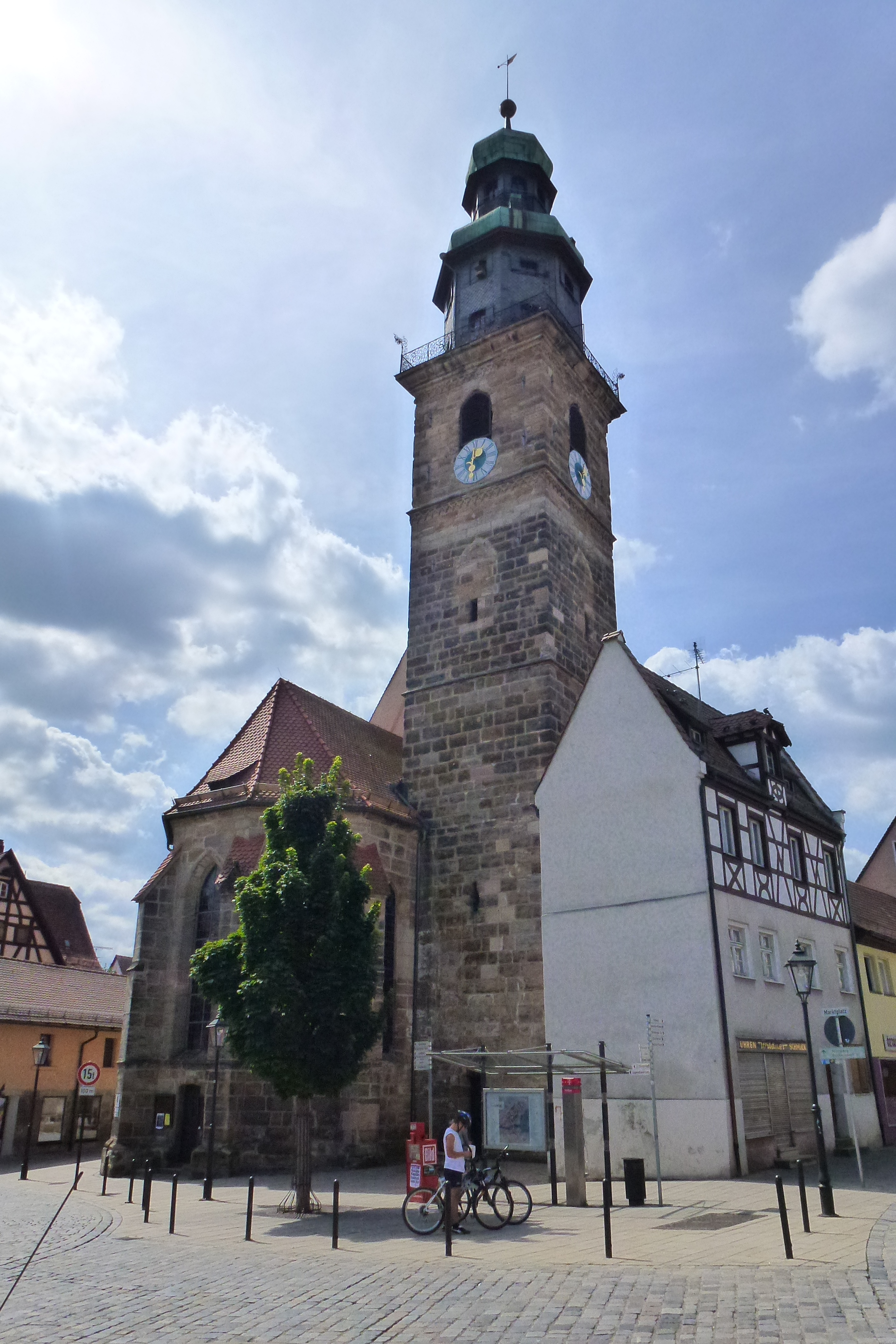
Kirchturm der Johanniskirche

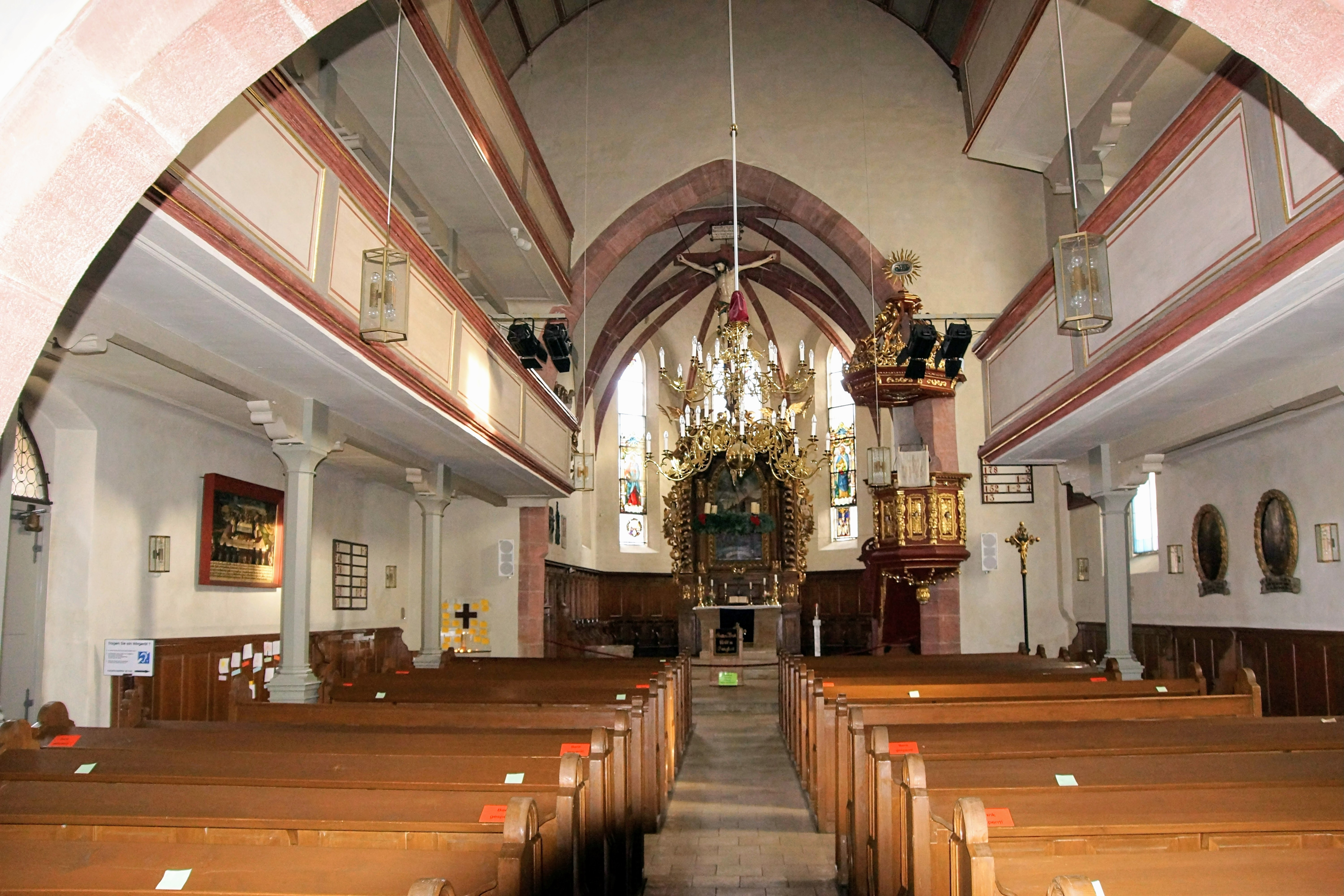
Innenansicht

Die Johanniskirche (selten auch Sankt-Johannis-Kirche) ist die größte Kirche der Stadt Lauf an der Pegnitz. Die evangelische Pfarrkirche steht am Westende des Marktplatzes und befindet sich an der Stelle einer 1275 erbauten Kapelle. Nach der Zerstörung der Spitalkirche Sankt Leonhard wurde sie evangelische Pfarrkirche. Das heutige Bauwerk wurde zwischen 1350 und 1370 errichtet.
Der Laufer Bildhauer Balthasar Götz hat in der zweiten Hälfte des 17. Jahrhunderts den Altar mit acht auswechselbaren Bildern geschaffen.
Auf dem Kirchturm befindet sich die zweigeschossige Wohnung des Stadttürmers, der bis 1931 als Feuerwächter und Stadtmusiker von dort mit seinen Gesellen seinen Dienst verrichtete. Über der Wohnung befindet sich ein weiterer Raum, über dessen Nutzung keine gesicherten Erkenntnisse vorliegen.
Neben den sonntäglichen Gottesdiensten finden in der Kirche auch Hochzeiten, Andachten und Konzerte statt. Besondere regelmäßige Veranstaltungen sind zum einen die Fastenpredigten in der Fastenzeit und zum anderen die Orgelmusik zur Marktzeit im Sommer.

## Orgel

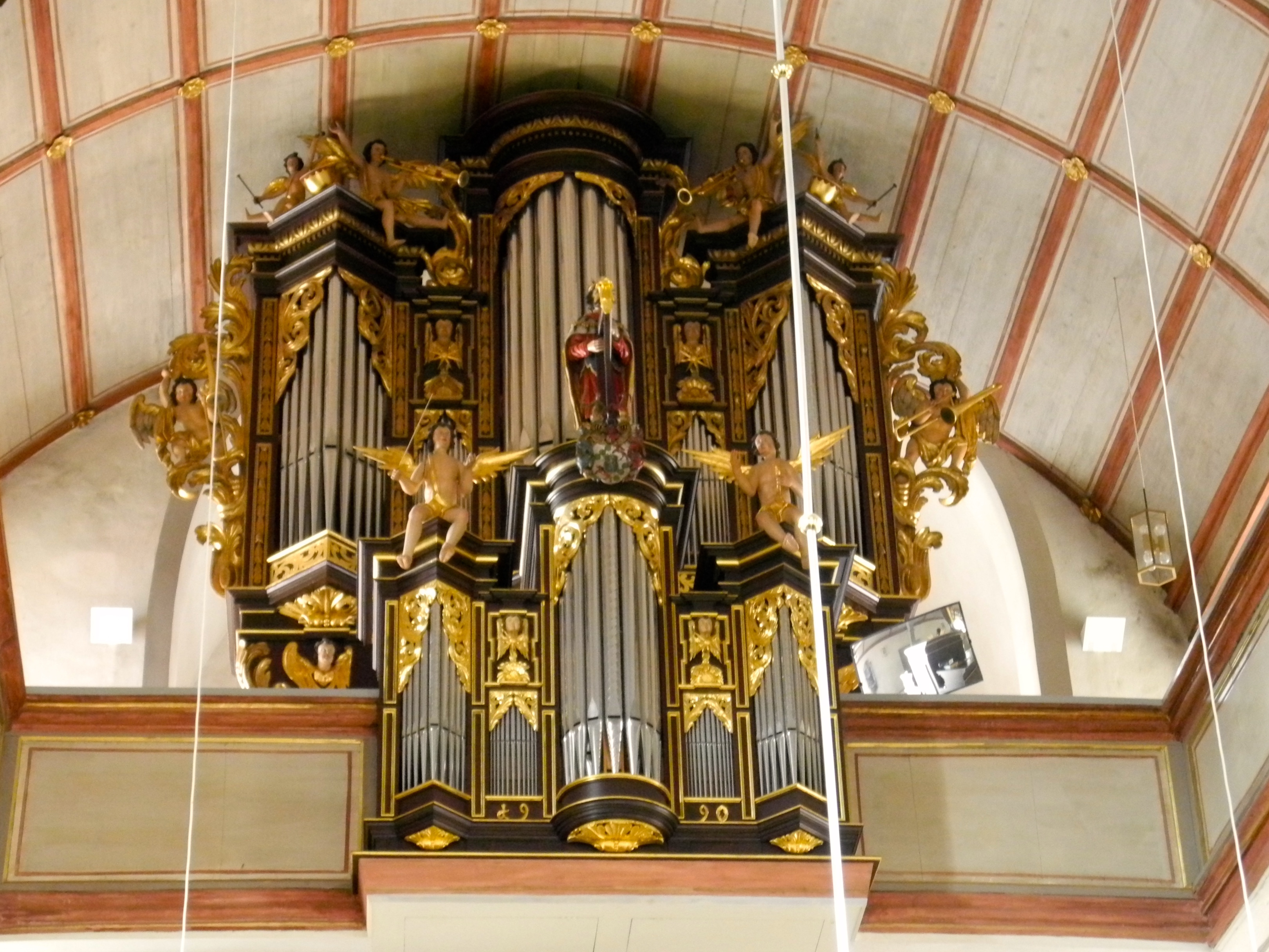
Orgel

Die Orgel ist ein Werk von Horst Hoffmann aus dem Jahr 1990 mit 24 Registern auf zwei Manualen und Pedal. Sie stellt die erweiterte Rekonstruktion der Brandenstein-Orgel von 1700 dar, die unter Verwendung eines barocken Hauptwerkprospekts von 1667 von Christoph Rappold und eines Rückpositivprospekts mit Schnitzwerk und mit musizierenden Engeln aus dem Jahr 1700 von Johann Adam Brandenstein geschaffen wurde. Die Disposition lautet:
| I Hauptwerk  |       |       |
| Principal    | 8′    |       |
| Grob Gedackt | 8′    |       |
| Gambe        | 8′    |       |
| Octav        | 4′    |       |
| Flöte        | 4′    | (neu) |
| Quinta       | 3′    |       |
| Superoctav   | 2′    |       |
| Sesquialtera |       |       |
| Mixtur III   | 1 ⁄2′ |       |
| Trompete     | 8′    | (neu) |

| II Rückpositiv |       |       |
| Grob Gedackt   | 8′    |       |
| Quintadena     | 8′    |       |
| Principal      | 4′    |       |
| Klein Gedackt  | 4′    | (neu) |
| Octav          | 2′    |       |
| Quinta         | 1 ⁄2′ | (neu) |
| Mixtur II      | 1′    |       |
| Vox humana     | 8′    | (neu) |

| Pedal      |     |       |
| Subbaß     | 16′ |       |
| Violenbaß  | 08′ |       |
| Octav      | 04′ | (neu) |
| Mixtur III | 02′ | (neu) |
| Posaune    | 16′ | (neu) |
| Trompete   | 08′ | (neu) |

- Koppeln: Schiebekoppel II/I, Copula I: I/P, Copula II: II/P
- Effektregister: Cymbelstern c, Cymbelstern g, Tremulanten, Vogelsang, Pauke